# Phyllostachys prominens
Phyllostachys prominens là một loài thực vật có hoa trong họ Hòa thảo. Loài này được W.Y.Hsiung miêu tả khoa học đầu tiên năm 1980.